# Programme Ranger
Programme Pioneer Programme Surveyor
Le programme Ranger est un programme de l'agence spatiale américaine (NASA) qui se déroule entre 1961 et 1965 et dont l'objectif est d'obtenir des photographies détaillées du sol de la Lune grâce à l'envoi de sondes spatiales équipées de caméras. Neuf sondes sont lancées entre 1961 et 1965 dont seules les trois dernières atteignent leur objectif.
Dès le départ, le programme est scindé en trois phases (block). Chaque phase a des objectifs différents et met en œuvre des systèmes d'une complexité croissante. Les concepteurs du programme au Jet Propulsion Laboratory (JPL) prévoient d'envoyer à chaque phase plusieurs satellites pour accélérer les retours d'expérience, les résultats scientifiques et garantir qu'au moins un vol soit réussi. Les coûts de recherche, de développement, de lancement et de soutien de la série de véhicules spatiaux Ranger (Ranger 1 à 9) s'élèvent à environ 170 millions de dollars (à plus d'un milliard de dollars américains actualisé en 2016).
Le programme Ranger est le premier projet réussi d'exploration de la Lune de la NASA. Il permet la mise au point à la fois de technologies, des procédures à appliquer en vol, des méthodes de sélection des expériences scientifiques et d'intégration ainsi que des méthodes de conduite de projet qui sont mises en œuvre par la suite pour le développement des missions d'exploration du Système solaire de la NASA.

## Contexte
Dans les années 1950, avant même le début de l'ère spatiale, le Jet Propulsion Laboratory (JPL), centre de recherche californien rattaché à l'Armée mais géré par le California Institute of Technology (Caltech), a acquis des compétences uniques dans le domaine de la propulsion à propergol solide, des télécommunications et des systèmes de télémesure pour répondre à des besoins militaires portant sur les missiles balistiques. Lorsque les États-Unis développent dans l'urgence leur premier satellite artificiel, Explorer 1 (lancé en 1958), c'est le JPL qui fournit les derniers étages du lanceur ainsi que le système de communication et l'instrumentation de l'engin spatial. Dans ce nouveau contexte, le directeur du JPL, William Hayward Pickering, souhaite créer un programme spatial d'exploration de la Lune, parce qu'il s'agit d'un nouveau domaine pour lequel son institut lui semble tailler et parce qu'il lui semble une contribution appropriée dans le contexte de la course à l'espace dans laquelle se sont lancées les deux superpuissances, l'Union soviétique et les États-Unis. Trois semaines après le vol du vol de Spoutnik 1 en 1957, Pickering soumet une proposition de mission lunaire baptisée Project RED SOCKS. Il s'agit de lancer dès juin 1958 un satellite très simple et stabilisé par rotation. Ce projet n'est pris en compte qu'en début 1958 par l'agence de recherche militaire, la DARPA, qui de manière temporaire, est chargée de suivre tous les projets spatiaux des États-Unis. La DARPA, avec l'approbation du président américain, annonce le 27 mars 1958 le développement d'un programme d'exploration de la Lune, qui doit être l'une des contributions américaines à l'Année géophysique internationale. Ce projet doit comprendre trois lancements de l'Armée de l'Air américaine utilisant une version modifiée du missile balistique Thor surmonté d'une étage Vanguard et de deux vols de l'Armée de Terre utilisant des lanceurs Jupiter-C surmontés d'étages à propergol solide fournis par le JPL. Ce dernier est également chargé de développer les sondes spatiales lunaires et de prendre en charge l'instrumentation et le suivi des missions. L'objectif est de lancer ces missions spatiales aussi vite que possible de manière à obtenir un minimum de données nouvelles utilisables sur la Lune.

## Les sondes Ranger
Les sondes Ranger sont envoyées sur une trajectoire de collision avec la Lune. Des clichés sont pris régulièrement jusqu'à l'impact.
Chaque sonde Ranger emporte 6 appareils photo. Ceux-ci ne diffèrent que par le temps d'exposition, le nombre de vues, l'objectif et la vitesse de transmission de l'image vers la Terre. Les images fournies dans les derniers instants de la sonde ont une définition mille fois meilleure que celle qui peut être obtenue depuis la Terre.

## Liste des missions

### Missions Block 1

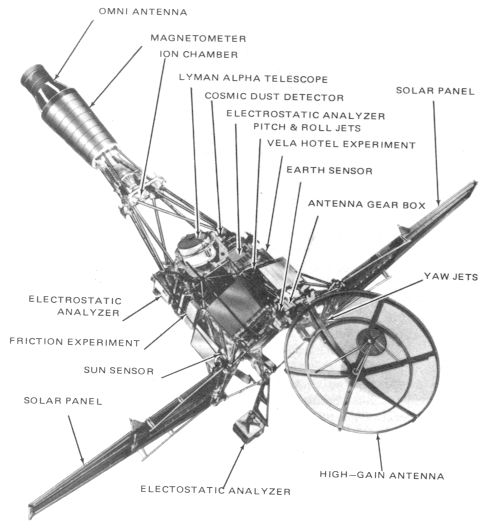
Schémas des sondes spatiales Ranger block I (NASA)

Deux sondes spatiales Ranger sont lancées en 1961 pour tester à la fois le lanceur Atlas/Agena et les équipements des sondes Ranger. Il n'était pas prévu que celles-ci atteignent la Lune.
La plupart des équipements emportés par ces sondes spatiales n'avaient alors jamais été testés en vol par une mission spatiale. Le plus important de ces équipements était le système de contrôle d'attitude chargé de stabiliser la sonde spatiale sur 3 axes. Ce système devait permettre de maintenir les panneaux solaires face au Soleil, les antennes utilisées pour les télécommunications pointées vers la Terre et les capteurs (caméra, etc.) face à leur cible (Lune, etc.). Jusque-là les sondes étaient stabilisées par une mise en rotation rapide autour d'un axe. Le système de propulsion embarqué par la sonde était une autre innovation importante : celui-ci devait corriger la trajectoire pour permettre à l'engin spatial d'atteindre  sa cible (Lune, Mars, etc.). Par ailleurs le système de télécommunications et le suivi de la trajectoire nécessitait la mise au point de nouveaux équipements tant au sol que dans les sondes et le recours à un ordinateur embarqué qui exécutait automatiquement certaines tâches au cours de la mission. Malheureusement, le lanceur qui était en cours de mise au point, plaça les sondes sur une orbite trop basse ce qui ne leur permit pas de se stabiliser et d'utiliser l'énergie solaire. Les caractéristiques des sondes Ranger 1 et 2 furent reprises pour concevoir les sondes Mariner 1 et Mariner 2 lancées vers Vénus (seule la deuxième atteignit son objectif).
- Ranger 1, lancée le 23 août 1961, prototype, échec de la mise sur l'orbite visée à la suite d'un dysfonctionnement de l'étage Agena-B. Le satellite reste 4 jours en orbite. Échec partiel de la mission.
- Ranger 2, lancée le 18 novembre 1961, prototype, échec de la mise en orbite à la suite d'un dysfonctionnement de l'étage Agena-B. Le satellite reste 1 jour en orbite. Échec total de la mission.

### Missions Block 2

Schéma de la sonde Ranger block II (NASA)

Trois sondes spatiales du block 2 furent lancées vers la Lune en 1962. Chacune d'entre elles contenant une caméra, un détecteur de rayonnement et un sismomètre et la capsule devait être freinée par une fusée avant d'arriver au sol. La capsule était conçue pour résister au choc de l'atterrissage. Les trois missions démontrèrent que la fusée Atlas/Agena B pouvait fonctionner correctement et que la conception des Ranger n'était pas en défaut mais à chaque mission l'un de ces deux éléments connut une défaillance. Par manque de précision la sonde Ranger 3 manqua de 37 000 km la Lune. Le lancement de la sonde Ranger 4 se déroula parfaitement, mais le programme chargé à bord d'exécuter les différentes tâches ne fonctionna pas et la sonde alla s'écraser de manière passive sur la Lune, devenant ainsi le premier engin spatial américain à atteindre un objet céleste . La sonde Ranger 5 fut victime du même problème mais, moins précise, manqua la Lune.
- Ranger 3, lancée le 26 janvier 1962 passe à côté de la Lune
- Ranger 4, lancée le 23 avril 1962 s'écrase sur la Lune le 26 avril 1962
- Ranger 5, lancée le 18 octobre 1962 passe à côté de la Lune

### Missions Block 3

Schéma de la sonde Ranger block III (NASA)

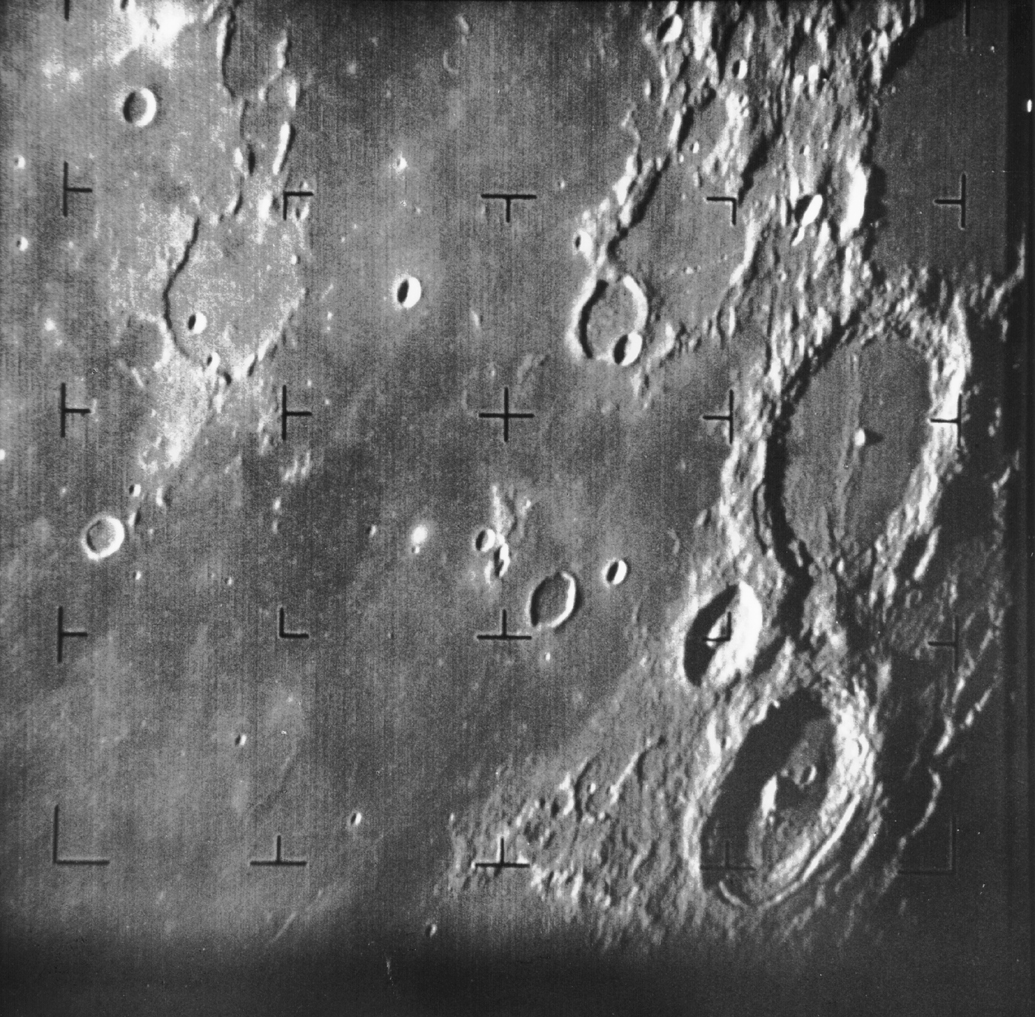
Photo prise par Ranger 7 17 minutes avant son impact sur le sol lunaire.

Le Block 3 regroupe 4 lancements effectués en 1964-1965. Ces sondes emportaient 6 appareils photos qui devaient être utilisés pour observer la surface de la Lune durant l'approche finale. Le premier de la série, Ranger 6, eut un vol sans histoires, mais les appareils photos refusèrent de se mettre en marche. Les trois sondes suivantes, modifiées pour prendre en compte l'échec de la tête de série, fonctionnèrent parfaitement. Ranger 7 envoya plus de 4 300 photos et permit de découvrir que la surface de la Lune était complètement façonnée par les cratères y compris dans les zones plates. Ranger 8 envoya plus de 7 000 photos qui confirmèrent les conclusions précédentes. Ranger 9 réalisa 5 800 photos qui bénéficièrent d'un très bon contraste grâce à un éclairage rasant du soleil.
- Ranger 6, lancée le 30 janvier 1964, panne des caméras
- Ranger 7
  - lancée le 28 juillet 1964
  - S'écrase sur la Lune le 31 juillet 1964 at 13:25:49 UT
  - Latitude 10.35 S, Longitude 339.42 E - Mare Cognitum
- Ranger 8
  - lancée le 17 février 1965
  - S'écrase sur la Lune le 20 février 1965 at 09:57:37 UT
  - Latitude 2.67 N, Longitude 24.65 E - Mare Tranquillitatis (Mer de la Tranquillité)
- Ranger 9
  - lancée le 21 mars 1965
  - S'écrase sur la Lune le 24 mars 1965 at 14:08:20 UT
  - Latitude 12.83 S, Longitude 357.63 E - Cratère Alphonsus

Les trois générations de sondes lunaires Ranger
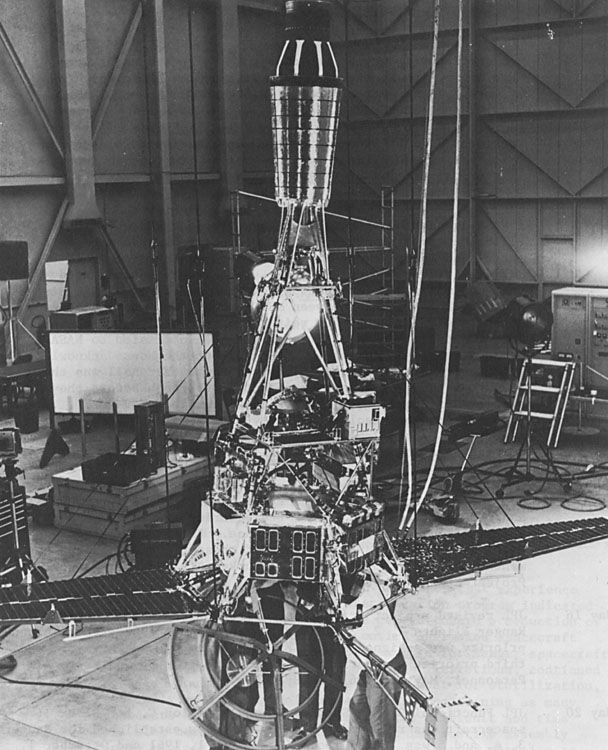
Ranger 1
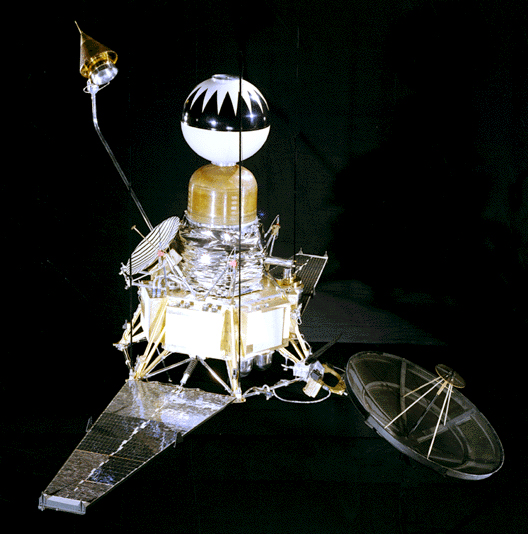
Deuxième génération
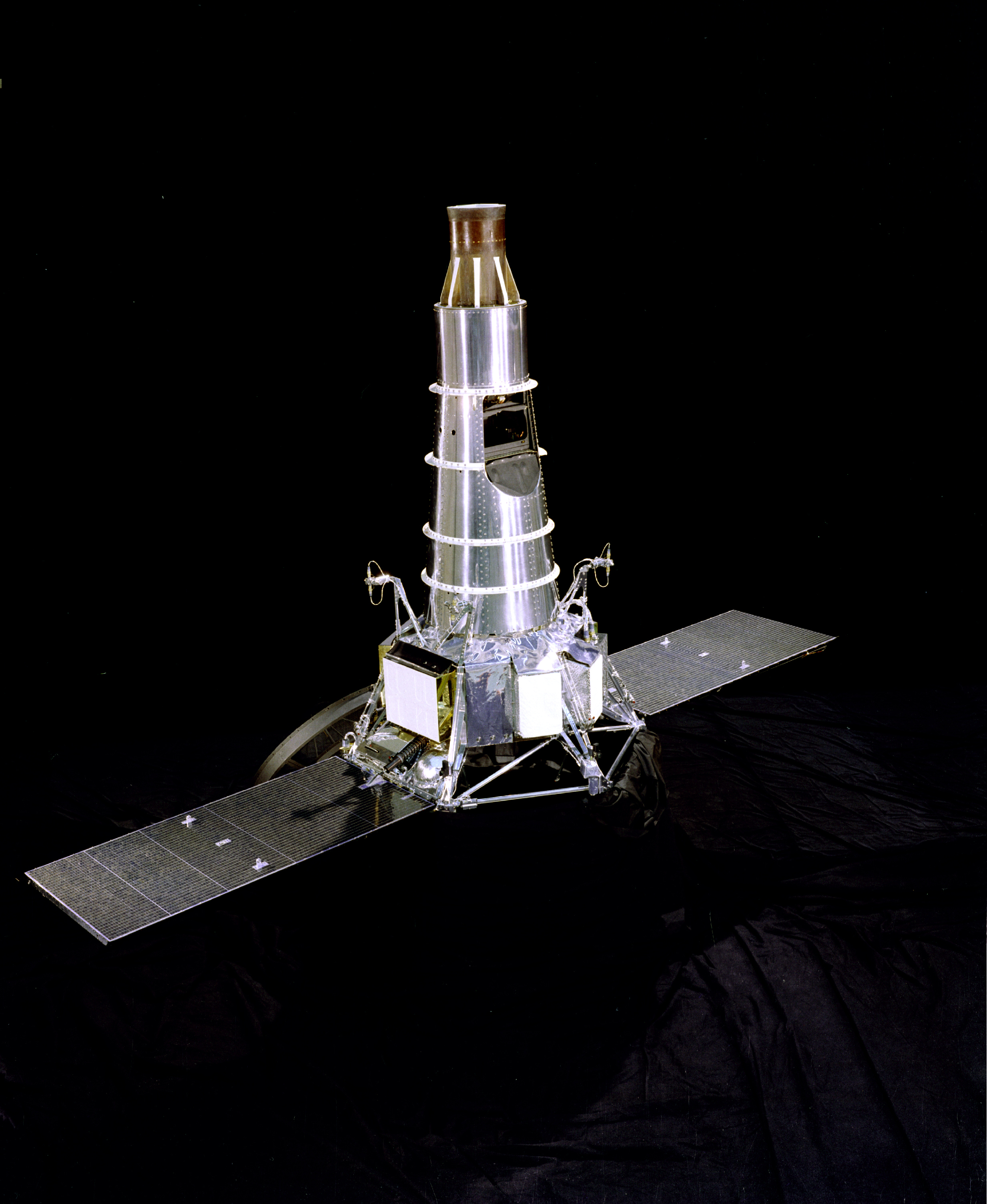
Troisième génération